# نصب شهداء حلبجة
نصب شهداء حلبجة (بالكردية: یادپەیکەری ھەڵەبجە)‏ هو تمثيل وتذكار لجريمة كبيرة ومروعة ضدّ الإنسانية عامة والكورد خاصة، حيث أستخدم فيها السلاح الكيميائي من قبل طائرات الجيش العراقي خلال الحرب العراقية - الإيرانية من خلال قصف منطقة حلبجة (81 كم جنوب شرق السليمانية، 364 كم شمال شرق بغداد) في 16/ 3 / 1988. هذه المجزرة ارتكبها النظام البعثي وذهب ضحيتها أكثر من 5 آلاف شهيد و10 آلاف جريح، فضلا على تدمير البلدة بكاملها.

## الوصف الهندسي والعمراني
الطريقة التي تم بها بناء هذا النصب له العديد من المعنويات. على الجزء الخارجي من النصب التذكاري في الأعلى تم تشكيله في اربع أيدي لعرض أجزاء كردستان الاربعة وتم تزيين الخط الذي يربط بين الأيدي الأربعة ببقية النصب بالعلم الكردي، ويمكن ملاحظة المساحة حول سقف النصب المصنوع في شكل دوائر، وهذا يمثل ما تبدو عليه القنابل الكيماوية عندما تضرب الأرض أيضا تأثيرها على الأشخاص والجلد قبل أن يحترق.
داخل النصب التذكاري عبارة عن قاعة كبيرة مستديرة في الوسط حيث توجد على الجدران أسماء الأشخاص والشهداء (5000 شهيد) كما أن الطاولة في الوسط يبلغ قطرها 3 أمتار يرمز للشهرالثالث من السنة الميلادية. أمام القعر إلى القمة، يبلغ قياسه 19 متر و88 سم الذي يرمز إلى عام 1988. يتكون النصب من 16 عمودًا يعكس يوم 16 من الشهر الثالث.

## التمثيل والمعنى
تعد مقبرة الشهداء، متحف الصور والدلائل والنصب التذكاري وصمة عار راسخة في أرشيف ذلك النظام البائس، حيث تصور وتمثل جميعها البانوراما الحية لتلك الجريمة وتفاصيلها كمتحف وذاكرة قومية ما يسترعي انتباه كثير من الزائرين والضيوف. يرتاد هذا والنصب التذكاري سنويا الآلاف من الزوار المحليين، الأجانب والعرب لرؤية تلك المشاهد التي تخلّد تلك الذكرى المأساوية، ورفعت في أرجاء المدينة لافتات كتب عليها «من الدموع إلى الأمل» و«من الكراهية إلى التسامح» وهي دعوة يؤكد عليها الأكراد منذ بدء إحياء ذكرى ما سماه النظام العراقي السابق عمليات الأنفال.

## المكونات
يوجد بداخل نصب حلبجة التذكاري نحو 100 صورة للقصف الكيمياوي محفوظة كوثائق وأرشيف يحكي ذلك الحدث، وضعت في ساحة مقابلة للنصب شاحنة صغيرة قتل فيها عدد من السكان وإلى جانبها قطع من صواريخ، يقول المشرفون على النصب إنها تعود إلى الصواريخ التي كانت تحمل المواد الكيميائية.
وخصصت قرب النصب زاوية لمجلس النواب العراقي علقت فيها نسخ عن أوراق استخباراتية للنظام السابق تتضمن تفاصيل عن وضع المدينة وتحركات القوات الإيرانية فيها، قبل قصفها.
جاءت مبادرة هذا النصب من الرئيس جلال طالباني وأشرف عليها رئيس الوزراء الدكتور برهم صالح من حكومة إقليم كردستان ليشهد افتتاحه في 15 سبتمبر 2003, إن رؤية نصب حلبجة هو القضاء على أسلحة الدمار الشامل ومهمتها هي العمل من أجل السلام، من أجل إعادة تأهيل الناجين والدفاع عن حقوق عائلات الضحايا.
تم اختيار نصب حلبجة التذكاري ليكون واحدا من النصب التذكارية العالمية للسلام، بعد تسجيلها في منظمة النصب التذكارية العالمية للسلام التي أسست في بريطانيا عام 1992.

## روابط خارجية
- مونومينت حلبجة
- نصب تذكاري لضحايا حلبجة في لاهاي
- أكراد العراق يحيون ذكرى مجزرة حلبجة
- Halabja Monument, Iraq
- The Kurdish Genocide Project
- Halabja 30 years on: Kurds don’t live in the past – they learn from it